# Jaroslav Klabík
Jaroslav Klabík (10. května 1907 Mníšek pod Brdy – 21. dubna 1952 Pankrácká věznice, Praha) byl český stavební vedoucí, podnikatel a protikomunistický odbojář.

## Životopis

### Dětství a mládí
Narodil se 10. května 1907 v Mníšku pod Brdy. Ve městě poté navštěvoval pět let obecnou školu a další čtyři roky měšťanskou školu. Později se vyučil obchodním příručím a začal navštěvovat průmyslovou školu. Od roku 1922 pracoval, zaměstnání si našel u pražské firmy Vitáček. V roce 1930 začal v Praze provozovat lahůdkářství.

### Život v Íránu
Asi v roce 1933 poté odjel do Íránu. Tam se mu asi v roce 1935 narodila dcera. Jeho partnerkou měla v té době být íránka arménského původu z Teheránu (ve kterém pobýval nejvíce času) Annik Hovannessiová. K roku 1941 byl v zemi veden jako stavební podnikatel, je ovšem pravděpodobné, že se živil také jako obchodník. V listopadu 1941 se pokusil narukovat do armády, nicméně vzhledem k dřívější nákaze tuberkulózou nebyl přijat.

### Návrat do Československa
Po konci druhé světové války se v srpnu 1946 vrátil i s rodinou do Československa, přičemž žil v bytě na pražských Vinohradech. Na začátku 50. let se poté přestěhoval na Belcrediho třídu (dnešní ulice Milady Horákové).
V roce 1950 začal pracovat ve funkci vedoucího stavebního oddělení v komunálním podniku hlavního města Prahy. V téže době navázal kontakt s odbojovou skupinou kolem Karla Slavíka, který v tomtéž roce z Československa uprchl a začal působit v zahraničním odboji v Norimberku. Slavíkovi začal Klabík dodávat řadu informací týkající se účasti sovětských inženýrů na prozkoumávání možností těžby uranu v okolí Mníšku pod Brdy. V rámci své činnosti chtěl navázat kontakty i s dalšími spolupracovníky v odboji. V září 1951 začal spolupracovat s Františkem Hiekem. V rámci své odbojové činnosti se pokusil „prověřit“ loajalitu zaměstnanců škodových závodů, kteří jistou dobu pracovali v Íránu. Klabík se v rámci této akce zvané Írán pokusil vytvořit špionážní síť. Tu mu ovšem brzy infiltrovali agenti Státní bezpečnosti.

### Dopadení a smrt
V prosinci 1951 byl po sérií odposlechů, které na jeho osobu Státní bezpečnost nasadila, zatčen. Po zatčení byl převezen do vyšetřovací věznice v pražské Ruzyni. Vzhledem ke své nedoléčené tuberkulóze se mu po dlouhých výsleších v průběhu roku 1952 významně zhoršily zdravotní problémy. Dne 1. dubna 1952 byl převezen do nemocnice v Pankrácké věznici a o tři týdny později v ní na následky nemoci zemřel. Ještě několik dní před smrtí jej ve vážném stavu vyslýchali příslušníci Státní bezpečnosti.
V dubnu 2024 byla v jeho bývalém bydlišti na dnešní ulici Milady Horákové instalována pamětní deska.